# Złotokwiat
Złotokwiat (Coleostephus Cass.) – rodzaj roślin z rodziny astrowatych. Obejmuje trzy gatunki. Rośliny te występują na wyspach Makaronezji, w zachodniej i południowej  Europie, w północno-zachodniej Afryce (od Maroka po Libię) i w zachodniej Azji (w Azji Mniejszej, Syrii i Palestynie). Jako introdukowane rosną w Europie Środkowej, w Indiach, na Antylach i w Urugwaju. W Polsce dwa gatunki są uprawiane – złotokwiat kosmaty C. myconis i złotokwiat wielołodygowy C. multicaulis, przy czym ten pierwszy także przejściowo dziczeje – ma status efemerofita.

## Morfologia
PokrójRośliny jednoroczne nagie lub owłosione.
LiścieSkrętoległe lub u nasady pędu naprzeciwległe, całobrzegie lub klapowane, zwykle nieco mięsiste.
KwiatyZebrane w koszyczki kwiatowe umieszczone pojedynczo na szczytach pędów. Okrywa półkolista do miseczkowatej z listkami okrywy w czterech rzędach. Listki te są wąskie lub szerokie, zawsze z błoniastym, białawym lub jasnobrązowym brzegiem. Dno koszyczka jest wypukłe półkuliście lub stożkowato, bez plewinek. Brzeżne kwiaty języczkowate są żeńskie lub płonne, żółte, rzadko białe z żółtą nasadą. Wewnętrzne kwiaty rurkowate są obupłciowe, żółte, z koroną zwieńczoną 5 łatkami.
OwoceWalcowate, mniej lub bardziej wygięte niełupki, z ok. 10 żebrami.

## Systematyka
Pozycja systematyczna
Rodzaj z podplemienia Leucantheminae, plemienia Anthemideae, podrodziny Asteroideae i rodziny astrowatych Asteraceae. 
Wykaz gatunków
- Coleostephus multicaulis (Desf.) Durieu – złotokwiat wielołodygowy
- Coleostephus myconis (L.) Rchb.f. – złotokwiat kosmaty
- Coleostephus paludosus (Durieu) Alavi